# Pancho Gonzales

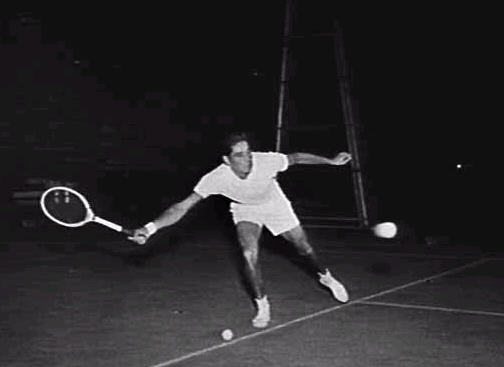
Pancho Gonzales 1954.

Ricardo (Richard) Alonso "Pancho" Gonzales (Gonzalez), född 9 maj 1928 i Los Angeles, Kalifornien, död 3 juli 1995 i Las Vegas, Nevada, var en amerikansk tennisspelare. Pancho Gonzales upptogs 1968, fortfarande som aktiv tennisspelare, i International Tennis Hall of Fame.

## Tenniskarriären
Pancho Gonzales var under huvuddelen av sin aktiva karriär professionell tennisspelare. Detta medförde att han inte tog mer än två singeltitlar i Grand Slam-turneringar under sin amatörtid. Båda gångerna var det herrsingeltiteln i Amerikanska mästerskapen, den första 1948 efter finalvinst över Eric Sturgess och den andra året därpå efter finalvinst över Ted Schroeder. Trots en relativt undanskymd karriär på proffstouren under 1950- och 1960-talen, räknas han som en av tennisvärldens giganter.
Efter att ha blivit proffs 1949 spelade han en man mot man-turnering mot Jack Kramer i över hundra matcher. Han förlorade den serien med 96-27 och var därmed under några år borta från vidare utmanarspel på proffstouren. Emellertid lyckades han redan 1950 vinna den mest prestigefyllda av de professionella tennismästerskapen, nämligen Wembley World Pro. Den turneringen räknades som inofficiellt världsmästerskap. Han upprepade bedriften ytterligare tre gånger. Han vann också US Pro 7 gånger i rad, första segern mot Donald Budge 1953. Han var därmed under 1950-talet proffstennisens dominant och slog även i man mot man-turneringarna inte bara Jack Kramer utan också regelbundet de andra proffskollegerna som Tony Trabert, Lew Hoad och Ken Rosewall. En åttonde titel i US Pro tog han 1961 när han besegrade Frank Sedgman i finalen. Han var sedan åter i final 1964, men han förlorade då mot Rod Laver. Trots tre finaler i French Pro vann han aldrig den turneringen.
Pancho Gonzales hade hunnit bli 40 år gammal när tennisens "Open era" inleddes 1968 och professionella spelare åter fick delta i Grand Slam-turneringar. Han var då något överårig och lyckades inte vinna någon turneringstitel i dessa tävlingar trots flera försök. Mest minnesvärda match där Gonzales var inblandad var i Wimbledonmästerskapens första omgång 1969. Han mötte där Charles Pasarell i en match som kom att bli en av mästerskapens två längsta någonsin. Den spelades i 112 game och varade i 5 timmar och 12 minuter. Senare tiders matcher blir inte så långa eftersom tiebreak infördes successivt från 1970. Efter matchen stod Gonzales som segrare. Han besegrade sedan i andra omgången svensken Ove Bengtson men förlorade efter ytterligare två omgångar mot Arthur Ashe. Under 1960-talet fungerade han under en tid som icke spelande kapten i det amerikanska Davis Cup-laget.

## Spelaren och personen
Pancho Gonzales fick en tennisracket av sin mor när han var 12 år gammal och blev omedelbart "frälst" för tennis. Han var till sin natur mycket självständig och hade svårt att ta emot undervisning. Han blev därför betraktad som besvärlig, och han utestängdes av det skälet från många ungdomsturneringar. Detta medförde att han till stora delar blev en "självlärd" tennisspelare. Hans teknik blev därför i vissa stycken antytt bristfällig, särskilt beträffande grundslagen. Däremot hade han en mycket kraftfull serve (uppmätt till 112 miles/timme) och en effektiv volley. Hans storhet, har det sagts, låg i en glödande passion för tennisspelet och en förmåga att aldrig ge upp. Han blev också känd för sitt häftiga humör som ibland kunde urarta till rena raseriutbrott. Han kunde rikta sin vrede mot någon linjedomare som han ansåg dömt fel. Detta medförde några gånger att han blev diskkvalificerad från turneringar.
Han hade sammanlagt åtta barn och var gift sex gånger, sist med Rita Agassi, syster till Andre Agassi.

## Grand Slam-titlar
- Franska mästerskapen
  - Dubbel - 1949
- Wimbledonmästerskapen
  - Dubbel - 1949
- Amerikanska mästerskapen
  - Singel - 1948, 1949

## Titlar iProfessionella tennismästerskap
1950 : Wembley World Pro
1951 : Wembley World Pro
1952 : Wembley World Pro
1953 : US Pro
1954 : US Pro
1955 : US Pro
1956 : Wembley World Pro, US Pro
1957 : US Pro
1958 : US Pro
1959 : US Pro
1961 : US Pro